# 淡武隆縣
淡武隆縣，又譯「淡布隆县」，是汶萊的四个縣之一，北臨汶萊灣，西鄰馬來西亞砂拉越州林夢省，縣城為邦阿。該縣地理面積達1,303平方公里，全縣人口（2011年）約為8,852人，縣區跟汶萊其它三縣有所分隔，通过淡武隆跨海大桥相接。
文莱曾经向马来西亚索要位于飞地淡布隆县和斯里巴加湾之间的林梦县，然而最终文莱政府于2009年正式放弃对林梦的领土索求，使得文莱王国只有通过海路连接。2020年3月17日，连接摩拉县和淡武隆县的淡武隆大桥，两地之间的车程时间由2小时缩短至约15分钟，同时避免了走陆路过境马来西亚时需要通过4个边境检查站。
該縣下分5個鄉（巫金）。
- Amo
- 邦阿
- Batu Apoi
- Bokok
- 拉布

淡武隆河流經本縣。

## 外部連結
- Temburong District Office website（马来文）

4°35′N 115°10′E / 4.583°N 115.167°E